# Miranda Rae Mayo
Miranda Rae Mayo (* 14. August 1990 in Fresno, Kalifornien) ist eine US-amerikanische Schauspielerin.

## Leben und Karriere
Mayo begann ihre Schauspielkarriere in den lokalen Bühnenproduktionen an ihrer High School der Roosevelt School of the Arts. Später zog sie nach Los Angeles, wo sie eine Modelkarriere vor ihrem Durchbruch im Fernsehen begann. 2011 war Mayo Gaststar in einer Episode der NBC Polizei-Serie Law & Order: LA.
Im Jahr 2015 wurde Mayo Hauptdarstellerin in Blood & Oil, einer von ABC gesendeten Prime-Time-Seifenoper. Dort trat sie auf als Lacey Briggs, die Tochter des Ölmagnaten Hap Briggs (Don Johnson) auf.
Seit 2016 spielt sie die Rolle der Feuerwehrfrau Stella Kidd in Chicago Fire.

## Filmografie
- 2011: Law & Order: LA (Fernsehserie, Folge 20: Die Wahrheit kennt kein Vorurteil)
- 2011: Supah Ninjas (Fernsehserie, Folge 1x12: Der berühmte Owenini)
- 2013: The Game (Miniserie, 5 Folgen)
- 2013–2015: Zeit der Sehnsucht (Days of Our Lives, Fernsehserie, 15 Folgen)
- 2015: Pretty Little Liars (Fernsehserie, 7 Folgen)
- 2015: True Detective (Fernsehserie, 2 Folgen)
- 2015: We Are Your Friends
- 2015: Blood & Oil (Fernsehserie, 10 Folgen)
- 2015: The Girl in the Photographs
- seit 2016: Chicago Fire (Fernsehserie)
- 2018: Chicago Med (Crossover von Chicago Fire, Folge 4x02: When to Let Go)
- 2019: Chicago P.D. (Crossover von Chicago Fire, Folge 7x04: Infection, Part III)